# Brucellose (maladie professionnelle)
Pour une description générale de la maladie, voir Brucellose.
Cet article décrit les critères administratifs pour qu'une maladie infectieuse comme la brucellose soit reconnue comme maladie professionnelle en France. Pour la description clinique de la maladie se reporter à l'article suivant :

## Législation enFrance

### Régime général
| Fiche Maladie Professionnelle | Fiche Maladie Professionnelle | Fiche Maladie Professionnelle |
| Ce tableau définit les critères à prendre en compte pour qu'une brucellose soit prise en charge au titre de la maladie professionnelle | Ce tableau définit les critères à prendre en compte pour qu'une brucellose soit prise en charge au titre de la maladie professionnelle | Ce tableau définit les critères à prendre en compte pour qu'une brucellose soit prise en charge au titre de la maladie professionnelle |
| Régime Général. Date de création : 18 juillet 1945 | Régime Général. Date de création : 18 juillet 1945                                                                                     | Régime Général. Date de création : 18 juillet 1945 |
| Tableau no 24 RG | Tableau no 24 RG | Tableau no 24 RG |
| Brucelloses professionnelles | Brucelloses professionnelles | Brucelloses professionnelles |
| --- | --- | --- |
| Désignation des Maladies | Délai de prise en charge | Liste indicative des principaux travaux susceptibles de provoquer ces maladies |
| Brucellose aiguë avec septicémie : - Tableau de fièvre ondulante sudoroalgique ; - Tableau pseudo-grippal ; - Tableau pseudo-typhoïdique. | 2 mois | Travaux exécutés dans les laboratoires servant au diagnostic de la brucellose, à la préparation des AG brucelliens ou des vaccins anti-brucelliens, ainsi que dans les laboratoires vétérinaires. Travaux exposant au contact avec des caprins, ovins, bovins, porcins, avec leurs produits ou leur déjection. |
| Brucellose subaiguë avec focalisation : - Monoarthrite aiguë fébrile, polyarthrite ; - Bronchite, pneumopathie ; - Réaction neuro-méningée ; - Formes hépato-spléniques subaiguës ; - Formes génitales subaiguës. | 2 mois | |
| Brucellose chronique : - Arthrite séreuse ou suppurée, ostéoarthrite, arthrite, ostéite, - spondylodiscite, sacrocoxite ; - Orchite, épididymite, prostatite, salpingite ; - Bronchite chronique, pneumopathie, pleurésie sérofibrineuse ou purulente ; - Hépatite ; - Anémie, purpura, hémorragie, adénopathie ; - Néphrite ; - Endocardite, phlébite ; - Réaction méningée, méningite, arachnoïdite, méningo-encéphalite, - Myélite, névrite radiculaire ; - Manifestations cutanées d'allergie ; - Manifestations psycho pathologiques : - asthénie profonde associée ou non à un syndrome dépressif. | 1 an | |
| Date de mise à jour : 28 juillet 1982 | | |

### Régime agricole
| Fiche Maladie Professionnelle | Fiche Maladie Professionnelle | Fiche Maladie Professionnelle |
| Ce tableau définit les critères à prendre en compte pour qu'une brucellose soit prise en charge au titre de la maladie professionnelle | Ce tableau définit les critères à prendre en compte pour qu'une brucellose soit prise en charge au titre de la maladie professionnelle | Ce tableau définit les critères à prendre en compte pour qu'une brucellose soit prise en charge au titre de la maladie professionnelle                                                                  |
| Régime Agricole. Date de création : 17 juin 1955 | Régime Agricole. Date de création : 17 juin 1955                                                                                       | Régime Agricole. Date de création : 17 juin 1955 |
| Tableau no 6 RA | Tableau no 6 RA | Tableau no 6 RA |
| Brucelloses professionnelles | Brucelloses professionnelles | Brucelloses professionnelles |
| --- | --- | --- |
| Désignation des Maladies | Délai de prise en charge | Liste indicative des principaux travaux susceptibles de provoquer ces maladies |
| Brucellose aiguë avec septicémie : - Tableau de fièvre ondulante sudoroalgique - Tableau pseudo-grippal ; - Tableau pseudo-typhoïdique. | 2 mois | Travaux exécutés dans des exploitations, entreprises ou laboratoires et exposant au contact des caprins, ovins, bovins, porcins de leurs produits ou de leurs déjections.                               |
| Brucellose subaiguë avec focalisation : - Monoarthrite aiguë fébrile, polyarthrite; - Bronchite chronique, pneumopathie ; - Réaction neuro-méningée ; - Formes hépato-spléniques subaiguës; - Formes génitales subaiguës. | 2 mois | Travaux exécutés dans les laboratoires servant au diagnostic de la brucellose, à la préparation des antigènes brucelliens ou des vaccins antibrucelliens, ainsi que dans les laboratoires vétérinaires. |
| Brucellose chronique : - Arthrite séreuse ou suppurée, ostéoarthrite, arthrite, ostéite, - Spondylodiscite, sacrocoxite ; - Orchite, épididymite, prostatite, salpingite ; - Bronchite, pneumopathie, pleurésie sérofibrineuse ou purulente ; - Hépatite ; - Anémie, purpura, hémorragie, adénopathie ; - Néphrite ; - Endocardite, phlébite ; - Réaction méningée, méningite, arachnoïdite, méningo-encéphalite, myélite, névrite radiculaire ; - Manifestations cutanées d'allergie ; - Manifestations psycho pathologiques: - asthénie profonde associée ou non à un syndrome dépressif. | 1 an | |
| Date de mise à jour : 19 juin 1998 | | |

### Données professionnelles
La brucellose, également appelée fièvre de Malte, fièvre sudoro-algique, fièvre ondulante, mélitococcie ou fièvre méditerranéenne est une anthropozoonose (maladie transmise par les animaux) due à des coccobacilles (bactéries) du genre Brucella.
La contamination directe représente 75 % des cas. Elle peut s’effectuer par voie cutanée ou muqueuse (favorisée par des blessures ou des excoriations) lors de contacts avec des animaux malades, des carcasses, des produits d’avortement ou par contact accidentel avec des prélèvements dans un laboratoire. Elle peut aussi s’effectuer par ingestion de produits laitiers non pasteurisés ou de viande insuffisamment cuite.
La contamination indirecte (25 % des cas) est réalisée par l’ingestion de crudités souillées par du fumier, par des mains sales, par de la poussière de litière, dans une étable vide.
La brucellose a une répartition mondiale avec une prédominance dans le bassin méditerranéen, l’Asie de l’ouest, le Moyen-Orient, l’Amérique du Sud, l’Amérique centrale et l’Afrique noire. L’OMS estime l’incidence mondiale de la maladie à 500 000 cas par an.
En France, la brucellose est une maladie a déclaration obligatoire  (23 cas déclarés en 2001) considérée comme maladie professionnelle chez les éleveurs, les vétérinaires, le personnel d’abattoir et de laboratoire, les bouchers et les bergers. La maladie est plus fréquente en milieu rural qu'en milieu urbain. En 2001, 4 cas étaient dus à une exposition professionnelle.

### Données médicales
La brucellose est une maladie d’expression très polymorphe (« maladie aux cents visages ») de longue durée et évoluant par poussées successives.

#### Incubation
Elle correspond à la multiplication du germe dans le premier ganglion lymphatique rencontré. Cette période peut varier de 1 à 4 semaines.

#### La primo invasion
Cette phase est aussi appelée brucellose aiguë, infection généralisée avec état septicémique ou fièvre sudoro-algique. Elle correspond à la dissémination par voie sanguine du germe vers d’autres ganglions lymphatiques et vers les organes du système réticulo-endothélial (foie, rate, moelle osseuse, organes génitaux, etc.) où leur position intracellulaire dans les globules blancs les met relativement à l'abri des défenses naturelles ou artificielles.
Une fièvre ondulante est observée. La température du malade augmente par paliers de 0,5 °C jusqu’à 39 °C où elle se maintient pendant une quinzaine de jours pour redescendre graduellement. Chaque onde fébrile est séparée de la suivante par une période où la température se normalise pendant environ une semaine. Sans traitement, les ondes s’espacent de plus en plus jusqu’à leur disparition. Des sueurs abondantes sont présentes. Elles ont une odeur caractéristique de paille mouillée et sont surtout nocturnes. Il existe aussi un état de malaise avec courbatures, asthénie, douleurs mobiles.
L'examen clinique peut retrouver un gros foie (hépatomégalie, une grosse rate splénomégalie ou des adénopathies.

#### La brucellose focalisée secondaire et tardive
Cette phase survient 6 mois après la septicémie en l’absence de traitement ou lorsque celui-ci a été insuffisant. Il y a constitution de foyers infectieux  isolés ou multiples. Ces foyers peuvent être ostéoarticulaires (75 %), neurologiques, hépatiques, génitaux ou cardiaques (mortels dans 80 % des cas).

#### La phase tertiaire ou chronique
Elle survient parfois après les deux premières phases mais elle peut être aussi inaugurale. Les manifestations sont une asthénie persistante avec troubles du caractère, douleurs musculaires, névralgies, douleurs ostéo-articulaires, sueur au moindre effort et fébricule. On parle de « patraquerie brucellienne ». Il s’agit d’une hypersensibilité retardée aux toxines sécrétées par Brucella.

### Prévention
Le meilleur moyen d’éviter les cas de brucellose humaine est d’agir directement sur le réservoir animal afin d’éradiquer l’épizootie et donc la transmission à l’homme. Il existe en France une règlementation consistant en une surveillance régulière des troupeaux de bovins, ovins et caprins par dépistages sérologiques réguliers. Les animaux séropositifs sont abattus et en cas de troupeau très infecté, le directeur des services vétérinaires départementaux peut décider de l’abattage de la totalité du cheptel. La vaccination des animaux contre la brucellose est interdite en France car elle fausse le dépistage par sérodiagnostic (ce sont les anticorps vaccinaux qui sont décelés). Enfin, seule l’importation d’animaux issus de troupeaux reconnus indemnes est autorisée.
Chez l’Homme, la prévention est basée sur des règles d’hygiène et de sécurité : 
- Port de gants et de masque pour les professionnels en contact avec des produits biologiques potentiellement infectés.
- Lavage des mains.
- Hygiène des étables.
- Hygiène des produits laitiers. Consommation de produits laitiers pasteurisés.
- Éviter la consommation de crudités en région endémique.

Il existe un vaccin préventif humain à base de germes tués qui n’est plus commercialisé depuis 1992 et un vaccin vivant atténué chez les animaux (Sa virulence relative ne permettait pas de l'employer chez l'homme).

## Sources spécifiques
- (fr) Tableau No 24 des maladies professionnelles du régime Général
- (fr) Tableau No 6 des maladies professionnelles du régime Agricole

## Sources générales
- (fr) Tableaux du régime Général sur le site de l’AIMT
- (fr) Guide des maladies professionnelles sur le site de l’INRS